# Jürgen Maune
Jürgen Maune (Meißen, 7 de junho de 1947) é um ex-jogador de voleibol da Alemanha que competiu pela Alemanha Oriental nos Jogos Olímpicos de 1972.
Em 1972, ele fez parte da equipe alemã que conquistou a medalha de prata no torneio olímpico, no qual jogou em cinco partidas.